# 2634 James Bradley
2634 James Bradley eller 1982 DL är en asteroid i huvudbältet som upptäcktes den 21 februari 1982 av den amerikanske astronomen Edward L.G. Bowell vid Anderson Mesa Station. Den är uppkallad efter den brittiske astronomen James Bradley.
Asteroiden har en diameter på ungefär 33 kilometer.